# Rodoč
Rodoč ist ein südlicher Vorort von Mostar und Garnison.

## Geschichte
Während des Bosnienkrieges der 1990er Jahre besetzten die serbischen Streitkräfte vorübergehend die südlichen Teile der Stadt Mostar, einschließlich Rodoč. Sie brannten etwa 80 % der Häuser nieder. Viele Menschen wurden entweder getötet oder in Lager gebracht, vorwiegend in Bileća oder Montenegro. Wegen Folter in Lagern in Montenegro wurden einige Menschen in Montenegro als Kriegsverbrecher strafrechtlich verfolgt.
Nach der Befreiung der südlichen Teile der Stadt und von Rodoc kehrten viele Menschen in ihre Häuser zurück und zwischen September 1992 und April 1994 betrieb der Kroatische Verteidigungsrat (HVO) auf einem Kasernengelände der Jugoslawischen Volksarmee das Lager Heliodrom. 
Die heutige Kaserne „Stanislav Baja Kraljević“ war seit 1993 der Stationierungsort der 2. Garde-Brigade HVO. Nach Auflösung der Brigade 2005 ist dort das 1. Infanterie-(Garde-)Regiments der bosnisch-herzegowinischen Streitkräfte (1. pješačka (gardijska) pukovnija OS BiH), des Traditionsregiments des HVO stationiert.

## Bevölkerung

### Volkszählungen 1971–1991
| Rodoč        |                 |                 |                 |
| Volkszählung | 1991.           | 1981.           | 1971.           |
| Kroaten      | 2.735 (60,79 %) | 2.237 (52,93 %) | 1.823 (53,19 %) |
| Muslime      | 874 (19,42 %)   | 706 (16,70 %)   | 847 (24,71 %)   |
| Serben       | 433 (9,62 %)    | 446 (10,55 %)   | 643 (18,76 %)   |
| Jugoslawen   | 378 (8,40 %)    | 711 (16,82 %)   | 23 (0,67 %)     |
| andere       | 79 (1,75 %)     | 126 (2,98 %)    | 91 (2,65 %)     |
| insgesamt    | 4.499           | 4.226           | 3.427           |

### Volkszählung 2013
| Rodoč        |                 |
| Volkszählung | 2013            |
| Kroaten      | 2.898 (88,98 %) |
| Bosniaken    | 252 (7,74 %)    |
| Serben       | 35 (1,07 %)     |
| andere       | 72 (2,21 %)     |
| insgesamt    | 3.257           |